# Dysschema picta
Dysschema picta là một loài bướm đêm thuộc phân họ Arctiinae, họ Erebidae.